# Goud-201
Goud-201 of 201Au is een onstabiele radioactieve isotoop van goud, een overgangsmetaal. De isotoop komt van nature niet op Aarde voor.
Goud-201 kan ontstaan door radioactief verval van platina-201.
{\displaystyle {\ce {{^{201}_{78}Pt}->{^{201}_{79}Au}+{e^{-}}+{\bar {\nu }}_{e}}}}

## Radioactief verval
Goud-201 vervalt door β−-verval tot de stabiele isotoop kwik-201:
{\displaystyle {\ce {{^{201}_{79}Au}->{^{201}_{80}Hg}+{e^{-}}+{\bar {\nu }}_{e}}}}
De halveringstijd bedraagt 26 minuten.
169Au · 170Au · 170mAu · 171Au · 171mAu · 172Au · 173Au · 173mAu · 174Au · 174mAu · 175Au · 175mAu · 176Au · 176mAu · 177Au · 177mAu · 178Au · 179Au · 179mAu · 180Au · 181Au · 182Au · 183Au · 183m1Au · 183m2Au · 184Au · 184mAu · 185Au · 185mAu · 186Au · 186mAu · 187Au · 187mAu · 188Au · 189Au · 189m1Au · 189m2Au · 189m3Au · 190Au · 190mAu · 191Au · 191m1Au · 191m2Au · 192Au · 192m1Au · 192m2Au · 193Au · 193m1Au · 193m2Au · 194Au · 194m1Au · 194m2Au · 195Au · 195mAu · 196Au · 196m1Au · 196m2Au · 197Au · 197mAu · 198Au · 198m1Au · 198m2Au · 199Au · 199mAu · 200Au · 200mAu · 201Au · 202Au · 203Au · 204Au · 205Au · 206Au · 207Au · 208Au · 209Au · 210Au